# Alexeï Grigorievitch Bobrinski
Le comte Alexeï Grigorievitch Bobrinski (en russe : Алексей Григорьевич Бобринский), né à Saint-Pétersbourg le 11 avril 1762 et mort le 20 juin 1813  à Bogoroditsk est le fils de Grigori Orlov et de l'impératrice Catherine II de Russie. 

## Mariage et descendance
Il se maria le 16 janvier 1796 avec Anna Dorothea, baronne von Ungern-Sternberg (9 janvier 1769 - Saint-Pétersbourg, 26 mars 1846), dont : 
- comte Alexeï Alexeïevitch Bobrinski (9 octobre 1796 - 20 juillet 1797).
- comtesse Maria Alexeïevna Bobrinskaïa (Saint-Pétersbourg, 3/30 janvier 1798 - 30 juillet 1835), mariée avec le prince Nicolas Sergeievitch Gagarin (19 juillet 1786 - assassiné, Saint-Pétersbourg, 25 juillet 1842), avec postérité.
- comte Alexeï Alexeïevitch Bobrinski (8 janvier 1800 - 4 octobre 1868), marié le 27 avril 1821 avec la comtesse Sophia Alexandrovna Samojlova (4 octobre 1799 - 11 novembre 1866), avec postérité.
- comte Paul Alexeïevitch Bobrinski (27 november 1801 - Florence, 7 janvier 1830), marié le 10 avril 1822 avec Julia ...vna Junosha-Belinskaïa (5 février 1804 - Paris, 15 septembre 1899), avec postérité.
- comte Wassili Alexeïevitch Bobrinski (13 janvier 1804 - Moscou, 2 septembre 1874), marié en premières noces le 6 juillet 1824 avec la princesse Lydia Alexeïevna Gortschakova (10 juin 1807 - Baden, 22 mai 1826/1828), sans posterité, marié en deuxièmes noces le 18 avril 1830 avec Sofia ...vna Sokovnina (12 mai 1812 - 9 février 1869), avec posterité, et marié en troisièmes noces le 21 février 1869 avec Alexandra ...vna Utschakova (19 mai 1821 - 4 février 1880), sans postérité.